# Kadshadhara

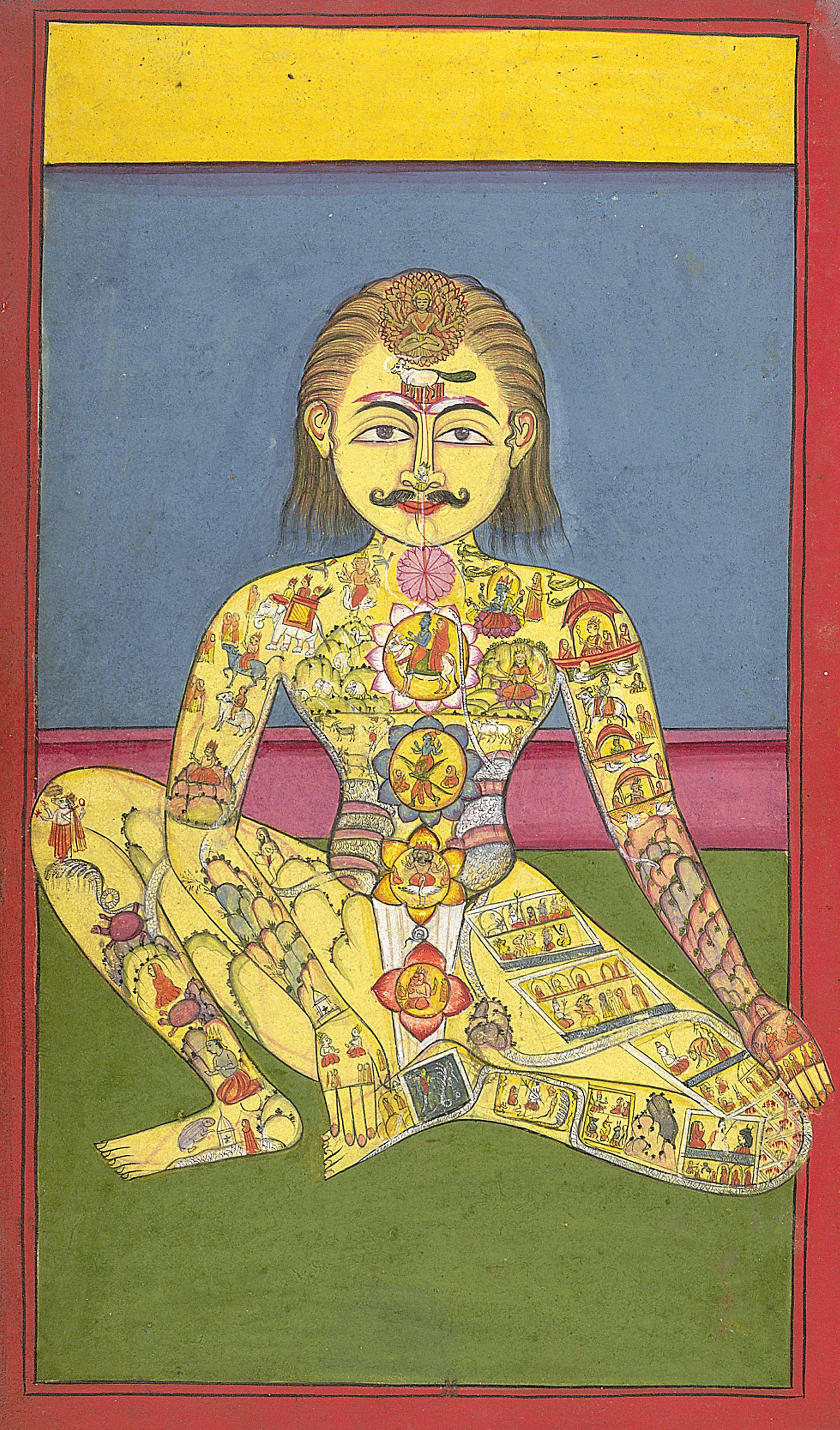
oude Tibetaanse kaart met de 7 Chakra's en de belangrijkste marmapunten

Kadshadhara (Kadshadhara-punt) is een marmapunt gelegen op de romp. Marmapunten worden in Oosterse filosofieën gebruikt bij massage, yoga, reflexologie en reiki. Men gelooft dat een marmapunt op een nadi ligt en zo een uitwerking kan hebben op een bepaald lichaamsdeel, proces of emotie
Kadshadhara is gelegen op de rechterborst, onder het sleutelbeen in een rechte lijn onder het rechteroor. Dit punt houdt verband met spieractiviteit inclusief die van het hart en wordt behandeld bij spierzwakte.

## Overige marmapunten
Naar schatting zijn er 62.000 marmapunten in het lichaam. De belangrijkste 52 zijn: